# Shanghai SH760
Shanghai SH760 — автомобиль, выпускавшийся в Китае с 1964 по 1991 год. Первая массовая китайская гражданская легковая модель.

## История
В 1958 году в Китае началась кампания «Большой скачок», целью которой было сократить отставание Китая от западных стран, что ощущалось и в автомобильной сфере: началось производство легковых автомобилей: Dongfanghong BJ760 (ГАЗ-21 «Волга»), Hongqi CA72 (ГАЗ-13, «Чайка»), Beijing CB4, Dongfeng CA71 (Simca Vedette). Однако, все эти модели выпускались мелкосерийно.
Представила свою модель и Шанхайская компания по производству сельскохозяйственной техники, в 1969 году ставшая STAC (Shanghai Tractor and Automobile Corporation), а в 1990 году сменившей название на современное SAIC Motor.
Прототип был представлен летом 1959 года, и до 1964 года под названием Fenghuang (Феникс) было выпущено несколько экземпляров. Общая концепция модели, по распространённому мнению в автомобильной литературе, была ориентирована на Mercedes-Benz W180: колёсная база и другие размеры обоих автомобилей совпадают, за исключением нескольких сантиметров, а формы линии крыши и дверных проёмов также почти идентичны. Спереди же модель следовала американским моделям Plymouth 1955 года.
2,2-литровый рядный шестицилиндровый двигатель мощностью 90 л. с. под названием Jinfeng 685 был точной копией двигателя Mercedes-Benz M 180: размеры блока двигателя, а также диаметр цилиндра и ход поршня были практически идентичны, но с небольшими отличиями в клапанах.

## Первое поколение, 1964−1974

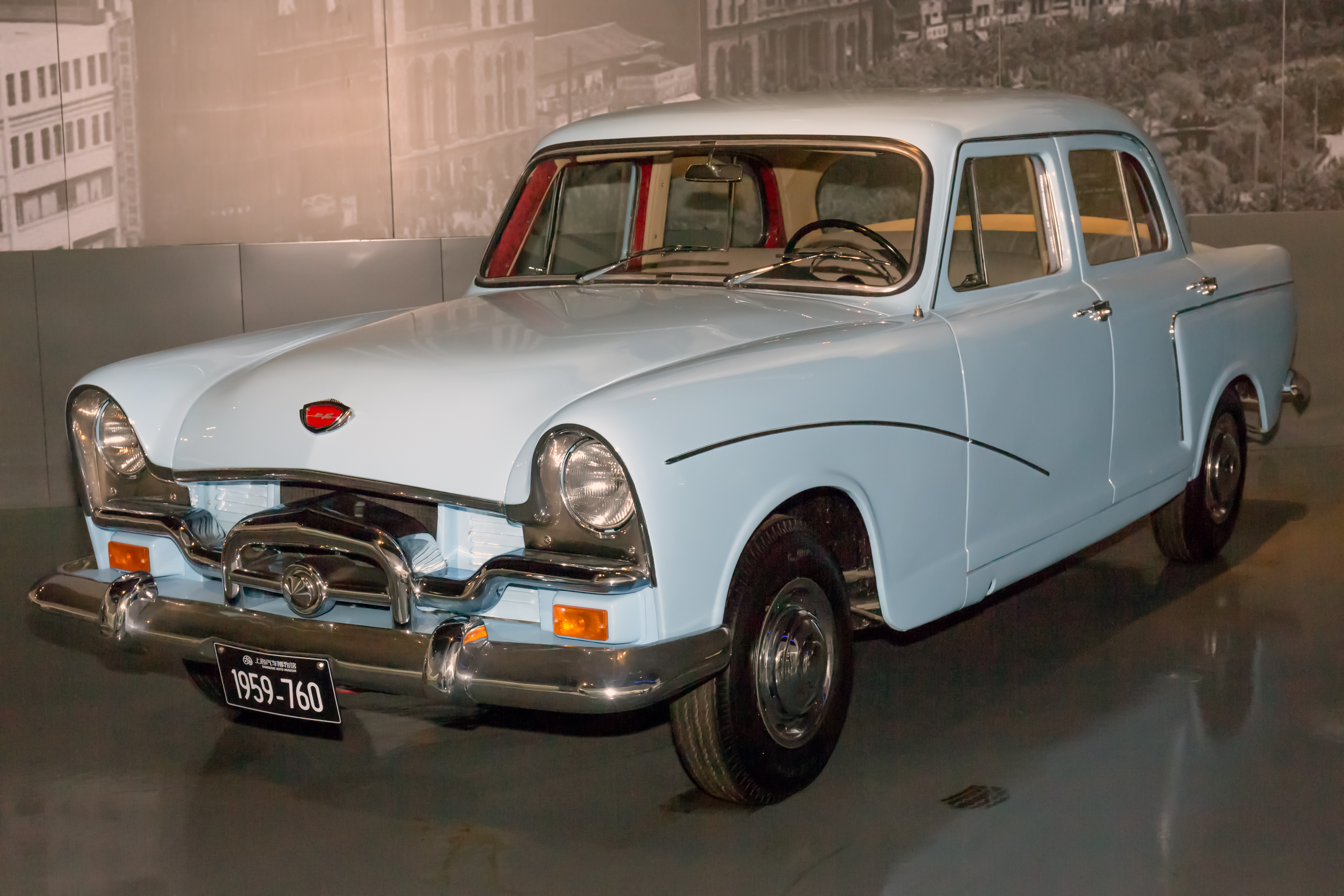
Модель 1964—1974 годов

В декабре 1964 года под названием Shanghai SH760 автомобиль был запущен в серийное производство. В свободную продажу модель не поступала и в основном использовалась как персональная машина чиновников, недостаточно высокопоставленных, чтобы получить Hongqi CA770, а позже и в качестве автомобиля такси. Для использования на парадах был создан представительский кабриолет Shanghai SH761, в 1966—1971 годах было произведено 14 экземпляров.

## Второе поколение

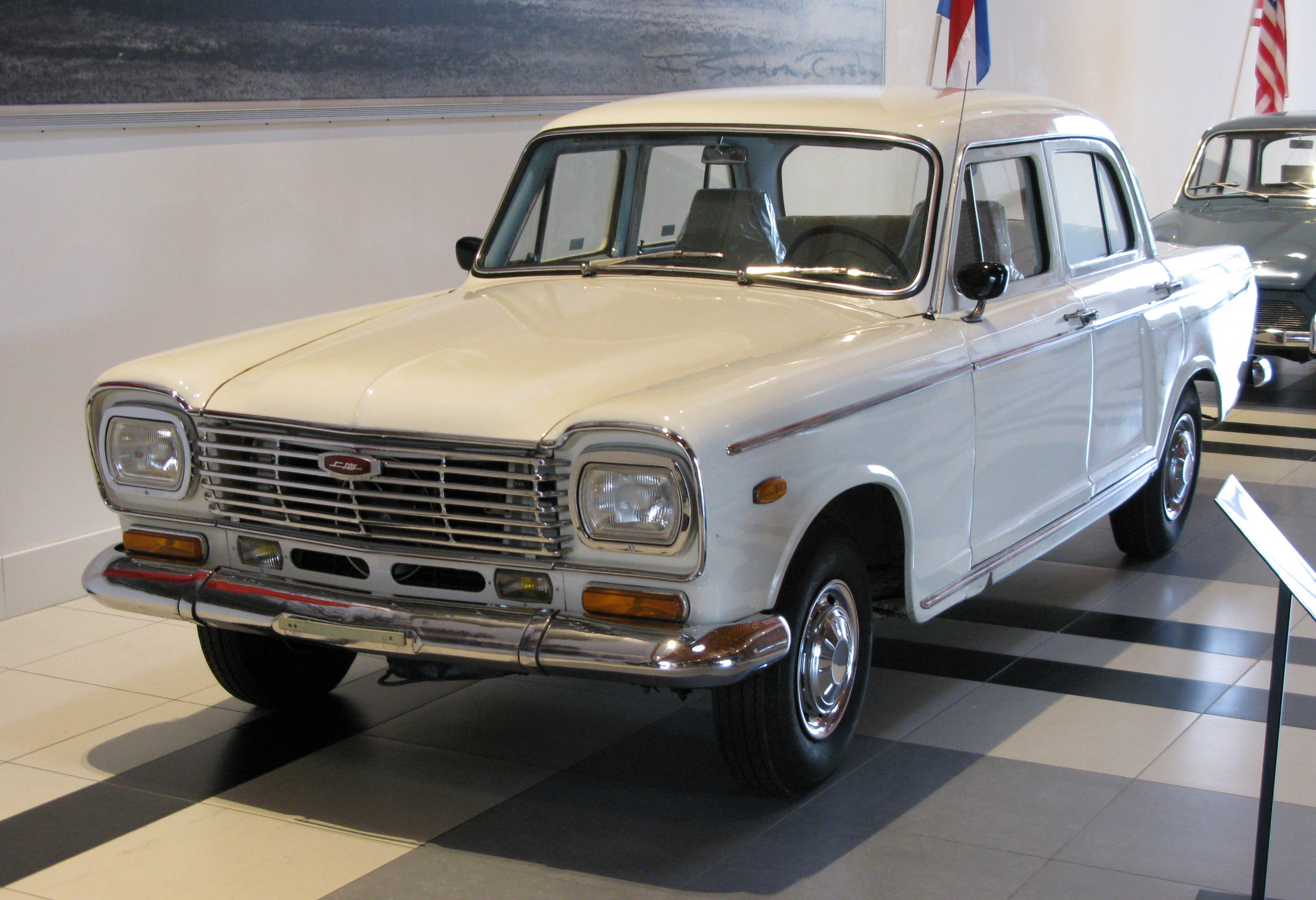
Модель 1974—1991 годов

В 1974 году выпущена модификация SH760A: передние фары стали прямоугольными, вместо хромированной дуги была установлена хромированная решётка, задняя часть была слегка удлинена, вместо маленьких задних фонарей, встроенных в задние крылья, модель получила горизонтальные задние фонари.
В 1987 году двигатель был заменён на 2,3-литровый мощностью в 100 л. с. В 1987—1989 годах параллельно выпускалась модификация SH760B — с бамперами, вертикальными задними фонарями, зеркалами и внутренней отделкой от одной из моделей компании Volkswagen, с которой начала в 1984 году сотрудничать SAIC Motor. В 1989 году индексы SH760A и SH760B заменены на SH7221 и SH7231, при этом каких-либо изменений не произошло.
Производство завершено 25 ноября 1991 года, всего выпущено 79 526 автомобилей, из которых большинство — 49 000 были произведены после 1974 года. В 1992—1994 годах на базе модели мелкосерийно собирались универсал и пикап, после чего производство было свёрнуто окончательно.
Преемника, хотя прототипы на смену разрабатывались и в 1970-е, и в 1980-е годы, модель не получила. После сворачивания производства SH760 завод перешёл на отвёрточную сборку Volkswagen Santana, продававшихся как Shanghai Santana, пятое поколение которой производит и в настоящее время.

## Галерея

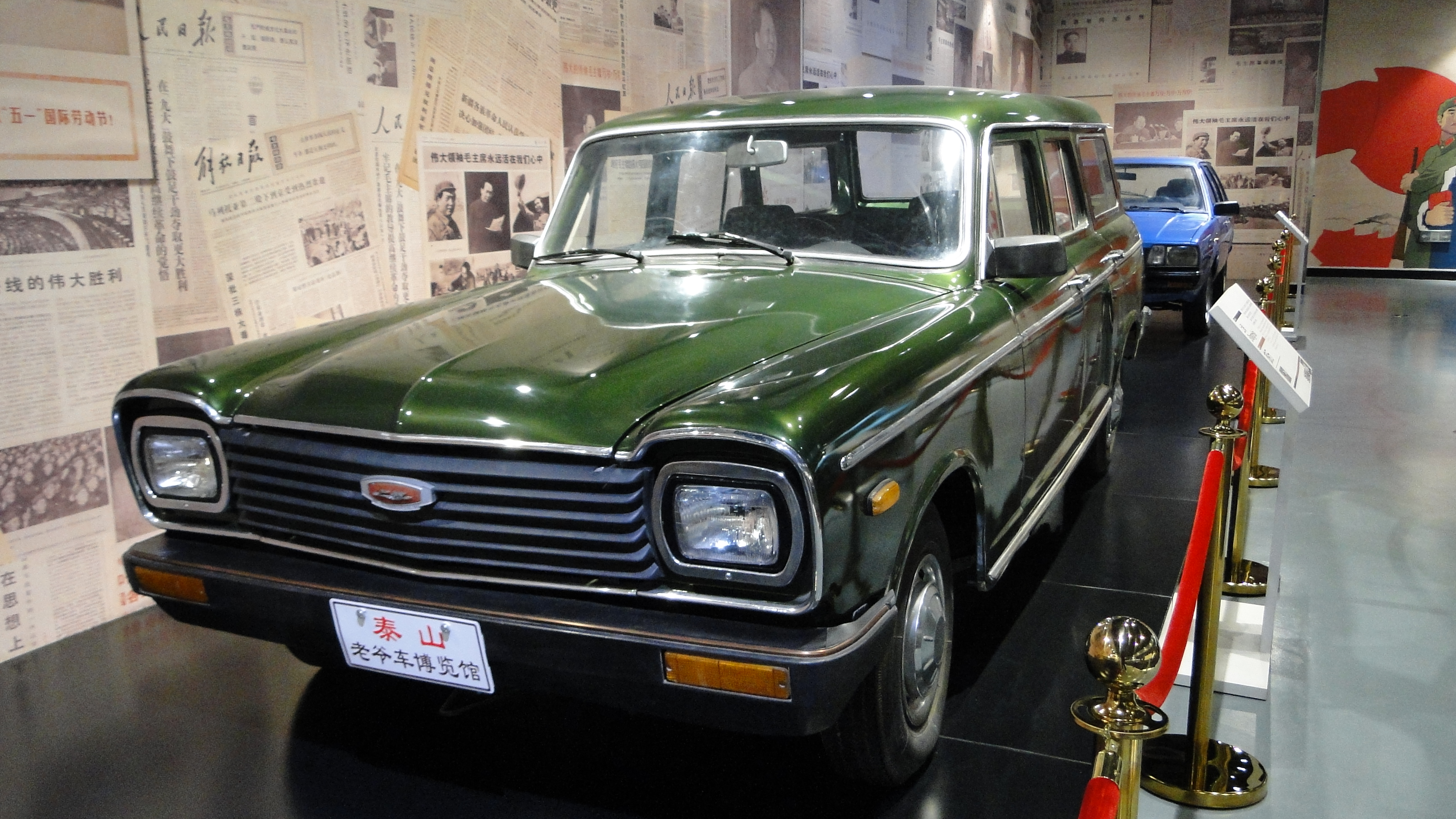
универсал
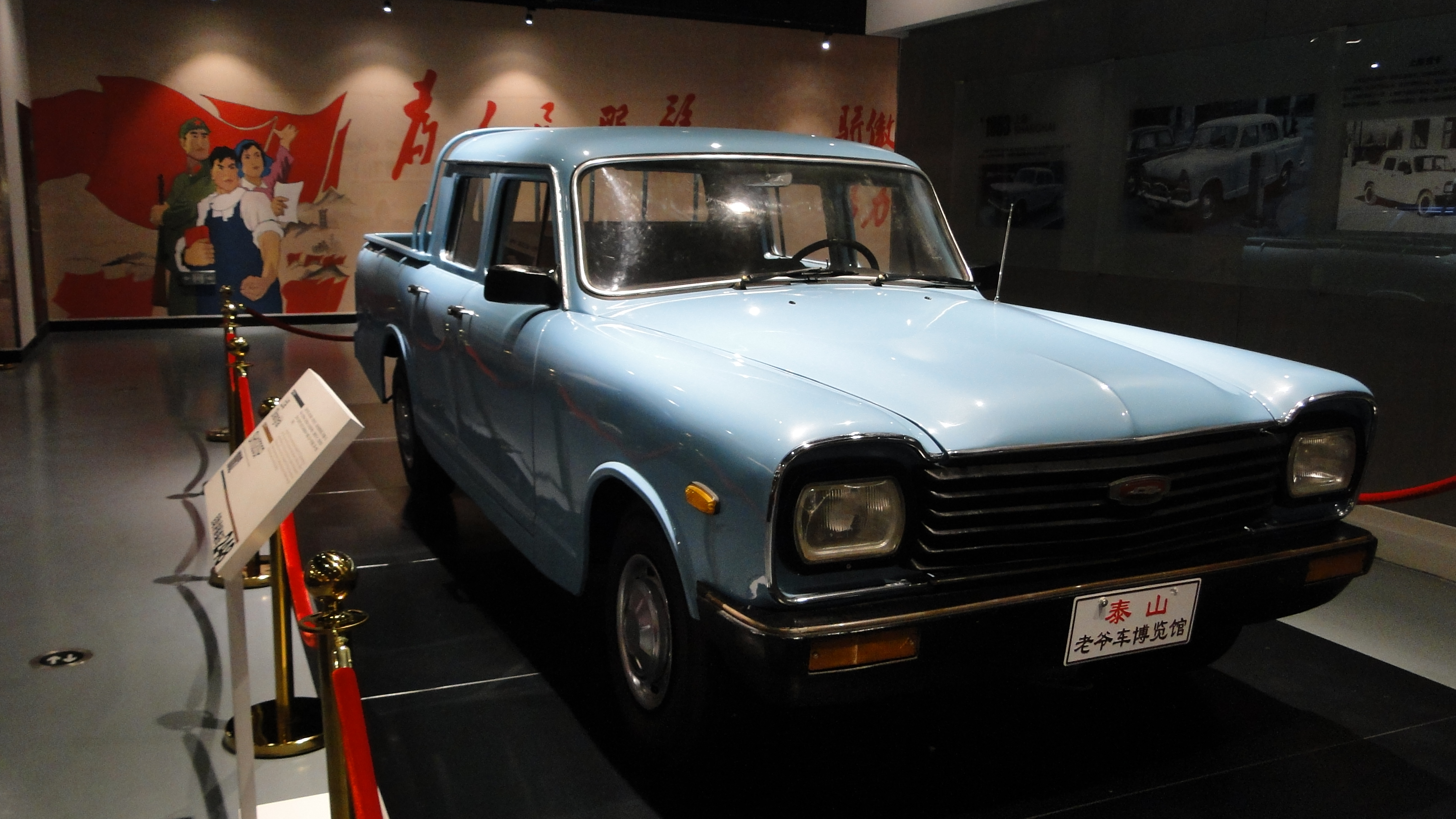
пикап
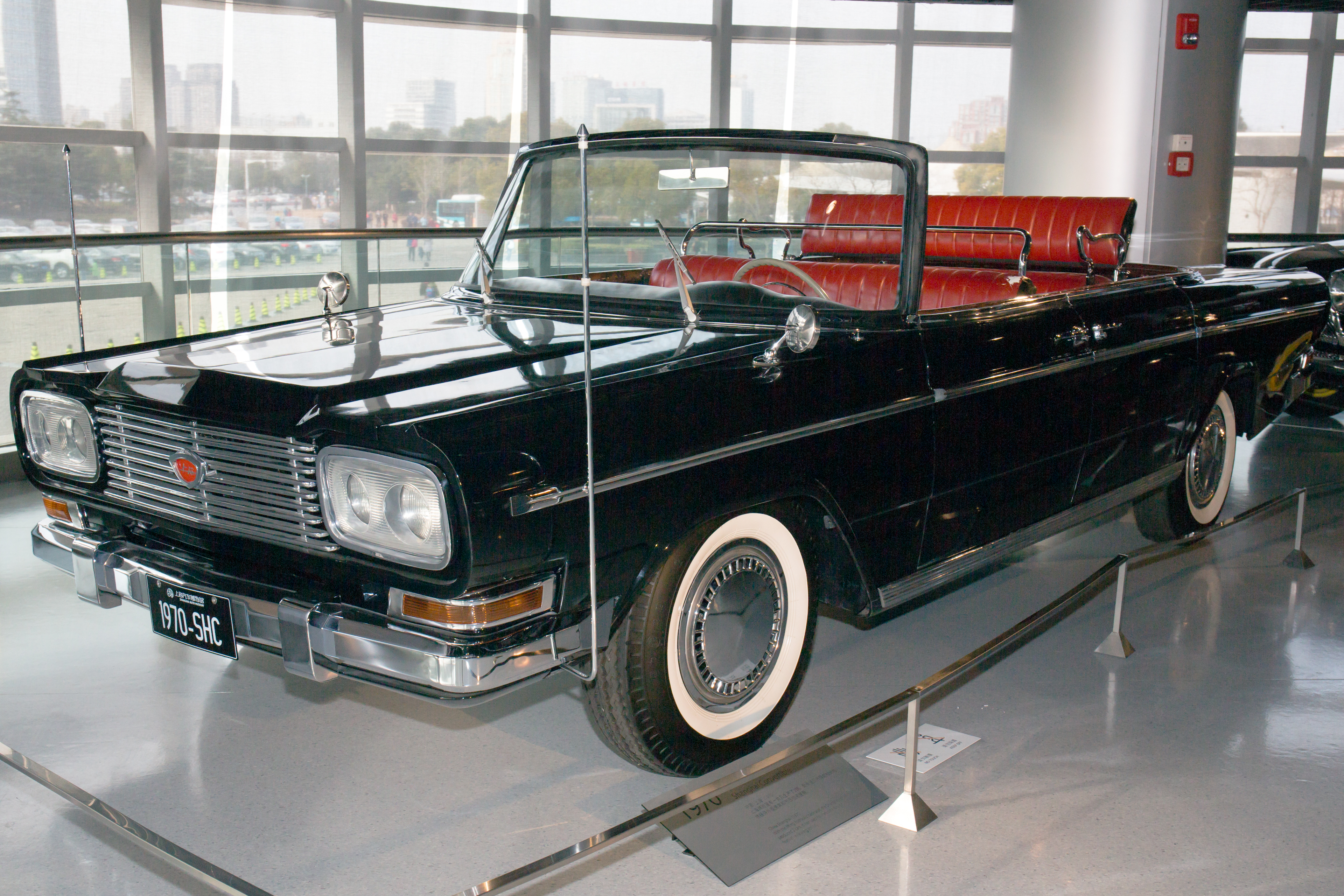
кабриолет
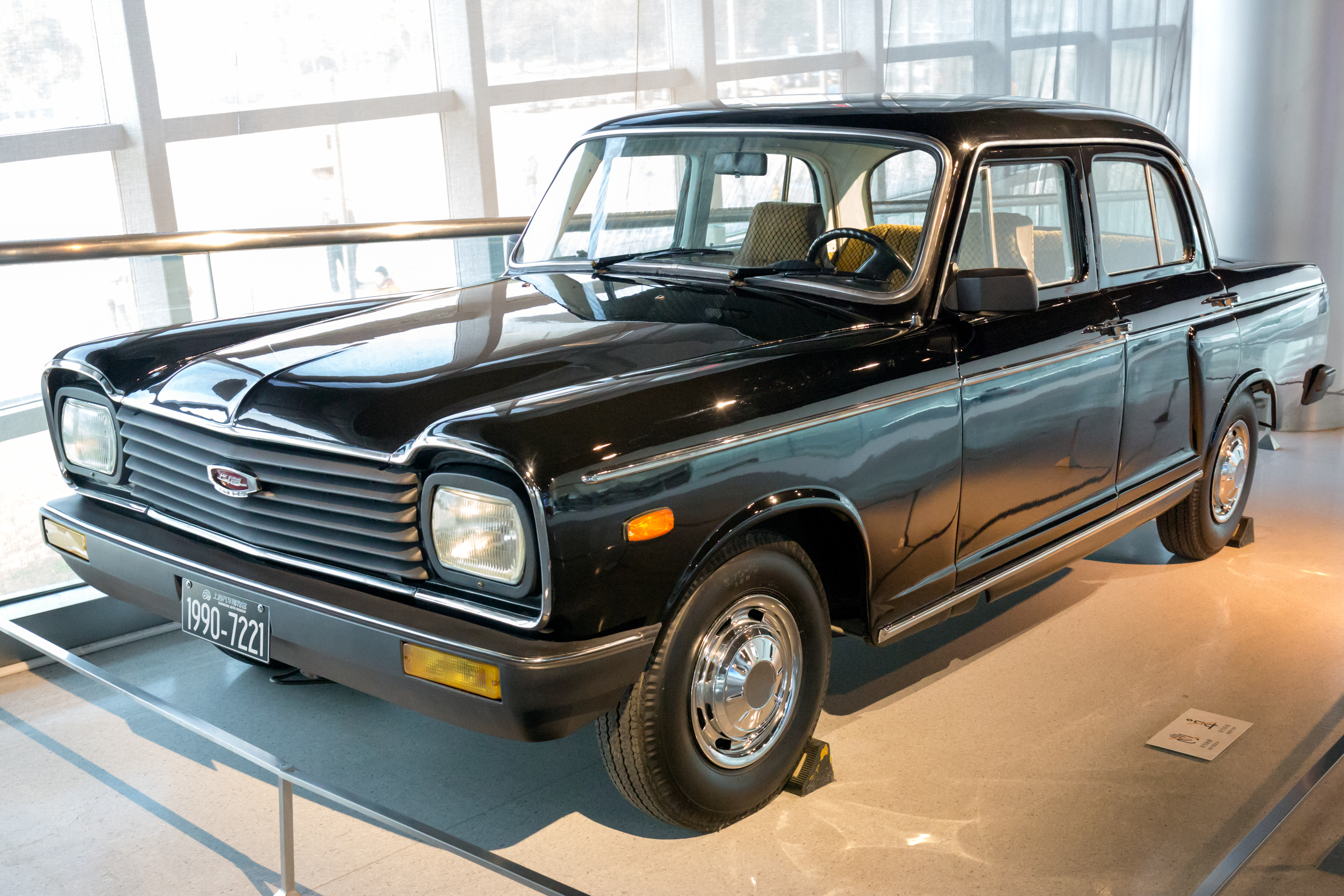
экземпляр 1990 года